# Calexico (Kalifornia)
Calexico – miasto w Stanach Zjednoczonych, w stanie Kalifornia, w hrabstwie Imperial. Według spisu ludności przeprowadzonego przez United States Census Bureau w roku 2010, w Calexico mieszka 38 572 mieszkańców.